# Katja Špur
Katja Špur  (n. 20 noiembrie 1908, Gornje Krapje – d. 18 decembrie 1991, Ljubljana) a fost o jurnalistă, poetă și traducătoare slovenă. A scris poezii, cărți pentru copii și numeroase articole în ziare, reviste și publicații pentru copii.
A obținut Premiul Levstik pentru activitate jurnalistică în 1949.

## Biografie
A învățat la școala din Ljutomer, apoi a urmat gimnaziul în mai multe orașe. După absolvirea liceului s-a înscris la Facultatea de Filosofie din Ljubljana, pe care a absolvit-o în 1936, specializându-se în slavistică și romanistică. A lucrat ca ziaristă la Jutru, iar în timpul războiului a fost arestată în 1943 și internată în lagărele de la Ravensbrück și Barth. După război a fost un reporter la Ljudski pravici (precursor al ziarului Dela), apoi a predat până la pensionarea sa în Ljubljana, Križevci și Maribor.
A început să scrie poezii încă din liceu. Ea a scris proză despre relațiile dintre bărbați și femei, ceea ce reprezenta la acel moment o noutate literară. A mai publicat reportaje pe teme literare și sociale. A tradus din limbile bulgară și română. Pentru activitatea sa a primit Premiul Levstik și Premiul Republicii Bulgaria.

## Opera literară
Pentru copii și tineri
- Prva knjiga o rastlinah (First Book on Plants), 1951
- Sošolca (Schoolfriends), 1977
- Mojca reši račko (Mojca Saves the Duck), 1984
- Mojčine dogodivščine (My Adventures), 1984
- Muce na obisku (Cats for A Visit), 1984
- Potepuški poni (The Travelling Pony), 1984
- Zvesti čuvaj (The Dedicated Guard), 1984
- Pri materi (At Mother's), 1984
- Babice nimajo vedno prav (Grandma's Are Not Always Right), articole în revista pentru copii Kurirček, 1989
- Zdaj pa šalo na stran (Now, That's Enough Kidding), articole în revista pentru copii Kurirček, 1991

Altele
- Slepa v pregnanstvu, Zavod borcev, 1963
- Vezi, Pomurska založba, 1970
- Vrtec v Jeruzalemu, Pomurska založba, 1984
- 50.000 hektarov, Mladinska knjiga, 1948
- Dva studenca, Založba Lipa, 1958
- Junaki dela, Mladinska knjiga, 1948
- Ljubezen je bolečina, Pomurska založba, 1980
- Plugi orjejo, Mladinska knjiga, 1949
- Pod eno streho, Slovenski knjižni zavod, 1950
- Pri materi, Mladinska knjiga, 1984
- Prva knjiga o rastlinah, Mladinska knjiga, 1951
- Sošolca, Mladinska knjiga, 1977
- Zvesti čuvaj, Jugoreklam, 1984
- Mojca reši račko, Jugoreklam, 1984
- Mojčine dogodivčšine, Jugoreklam, 1984
- Muce na obisku, Jugoreklam, 1984
- Potepuški poni, Jugoreklam, 1984

## Traduceri
- Liviu Rebreanu: Gozd obešencev, Mladinska knjiga, Ljubljana, 1976

## Premii
- Premiul Levstik
- Premiul Republicii Bulgare